# Gran Premio di superbike di Manfeild 1989
Il Gran Premio di Superbike di Manfeild 1989 è stato disputato il 19 novembre sul Circuito di Manfeild e ha visto la vittoria di Terry Rymer in gara 1, mentre la gara 2 è stata vinta da Stéphane Mertens.
Si è trattato dell'ultima gara della stagione e, come già l'anno precedente, il titolo se lo è aggiudicato lo statunitense Fred Merkel grazie a due terzi posti nelle manche. Anche in questo caso proprio all'ultima prova è riuscito a superare il suo avversario in classifica, il belga Stéphane Mertens, costretto al ritiro in gara 1 e a cui non è bastata la vittoria in gara 2 per recuperare lo svantaggio.

## Risultati

### Gara 1

#### Arrivati al traguardo[3]
| Pos. | Nº | Pilota           | Motocicletta | Tempo     | Griglia | Punti |
| ---- | -- | ---------------- | ------------ | --------- | ------- | ----- |
| 1º   | 10 | Terry Rymer      | Yamaha       | 42:38.080 |         | 20    |
| 2º   | 14 | Aaron Slight     | Kawasaki     | +0:14.130 |         | 17    |
| 3º   | 1  | Fred Merkel      | Honda        | +0:18.510 |         | 15    |
| 4º   | 23 | Michael Dowson   | Yamaha       | +0:18.570 |         | 13    |
| 5º   | 7  | Robert Phillis   | Kawasaki     | +0:19.040 |         | 11    |
| 6º   | 19 | Jari Suhonen     | Yamaha       | +0:27.430 |         | 10    |
| 7º   | 24 | Anders Andersson | Yamaha       | +0:36.260 |         | 9     |
| 8º   | 30 | Glenn Williams   | Ducati       | +1 giro   |         | 8     |
| 9º   | 28 | Takahiro Sohwa   | Kawasaki     | +1 giro   |         | 7     |
| 10º  | 35 | Simon Crafar     | Yamaha       | +1 giro   |         | 6     |
| 11º  | 12 | Steve Crevier    | Yamaha       | +1 giro   |         | 5     |
| 12º  | 32 | Eddie Kattenberg | Suzuki       | +1 giro   |         | 4     |
| 13º  | 38 | Russell Josiah   | Kawasaki     | +1 giro   |         | 3     |
| 14º  | 20 | Andy Mcgladdery  | Honda        | +1 giro   |         | 2     |
| 15º  | 37 | Brian Bernard    | Suzuki       | +2 giri   |         | 1     |
| 16º  | 33 | Andrew Stroud    | Yamaha       | +3 giri   |         |       |

#### Ritirati
| Nº | Pilota           | Motocicletta | Giri     | Griglia |
| -- | ---------------- | ------------ | -------- | ------- |
| 9  | Malcolm Campbell | Honda        | +4 giri  |         |
| 34 | Grant Ramage     | Suzuki       | +5 giri  |         |
| 40 | Dale Warren      | Honda        | +5 giri  |         |
| 4  | Stéphane Mertens | Honda        | +12 giri |         |
| 5  | Peter Goddard    | Yamaha       | +12 giri |         |
| 45 | Brian Billet     | Honda        | +20 giri |         |
| 41 | Scott Williams   | Yamaha       | +26 giri |         |
| 27 | Raymond Roche    | Ducati       | +28 giri |         |
| 43 | Mike King        | Ducati       | +28 giri |         |
| 29 | Dale Robinson    | Honda        | +30 giri |         |

### Gara 2

#### Arrivati al traguardo[4]
| Pos. | Nº | Pilota           | Motocicletta | Tempo     | Griglia | Punti |
| ---- | -- | ---------------- | ------------ | --------- | ------- | ----- |
| 1º   | 4  | Stéphane Mertens | Honda        | 38:52.260 |         | 20    |
| 2º   | 9  | Malcolm Campbell | Honda        | +0:22.050 |         | 17    |
| 3º   | 1  | Fred Merkel      | Honda        | +0:25.450 |         | 15    |
| 4º   | 10 | Terry Rymer      | Yamaha       | +0:29.020 |         | 13    |
| 5º   | 7  | Robert Phillis   | Kawasaki     | +0:34.640 |         | 11    |
| 6º   | 33 | Andrew Stroud    | Yamaha       | +0:40.070 |         | 10    |
| 7º   | 19 | Jari Suhonen     | Yamaha       | +1 giro   |         | 9     |
| 8º   | 24 | Anders Andersson | Yamaha       | +1 giro   |         | 8     |
| 9º   | 28 | Takahiro Sohwa   | Kawasaki     | +1 giro   |         | 7     |
| 10º  | 35 | Simon Crafar     | Yamaha       | +1 giro   |         | 6     |
| 11º  | 20 | Andy Mcgladdery  | Honda        | +2 giri   |         | 5     |
| 12º  | 34 | Grant Ramage     | Suzuki       | +2 giri   |         | 4     |
| 13º  | 32 | Eddie Kattenberg | Suzuki       | +2 giri   |         | 3     |
| 14º  | 38 | Russell Josiah   | Kawasaki     | +2 giri   |         | 2     |
| 15º  | 41 | Scott Williams   | Yamaha       | +3 giri   |         | 1     |
| 16º  | 12 | Steve Crevier    | Yamaha       | +4 giri   |         |       |
| 17º  | 43 | Mike King        | Ducati       | +4 giri   |         |       |

#### Ritirati
| Nº | Pilota         | Motocicletta | Giri     | Griglia |
| -- | -------------- | ------------ | -------- | ------- |
| 5  | Peter Goddard  | Yamaha       | +4 giri  |         |
| 23 | Michael Dowson | Yamaha       | +8 giri  |         |
| 40 | Dale Warren    | Honda        | +18 giri |         |
| 14 | Aaron Slight   | Kawasaki     | +21 giri |         |
| 29 | Dale Robinson  | Honda        | +22 giri |         |
| 45 | Brian Billet   | Honda        | +24 giri |         |
| 27 | Raymond Roche  | Ducati       | +26 giri |         |
| 37 | Brian Bernard  | Suzuki       | +29 giri |         |
| 30 | Glenn Williams | Ducati       | +30 giri |         |